# Интерьер — Китайский квартал
«Интерьер — Китайский квартал» (англ. Interior Chinatown) — американский телесериал, созданный шоураннером Чарльзом Ю по мотивам его же одноимённого романа. Джимми О. Ян играет роль актёра массовки, который стал свидетелем преступления в Чайнатауне, из-за чего попал в неприятности. Премьера сериала состоялась 19 ноября 2024 года на стриминговом сервисе Hulu.

## Сюжет
Уиллис Ву — характе́рный актер, играющий второстепенные роли в полицейском процедурале. Однажды он случайно становится свидетелем преступления и в ходе расследования начинает раскрывать семейные тайны криминального подполья Чайнатауна, одновременно узнавая, каково это — быть в центре внимания.

## В ролях
- Джимми О. Ян — Уиллис Ву
- Ронни Чиенг[англ.] — Фатти Чхве
- Хлоя Беннет — детектив Лана Ли
- Салливан Джонс — Майлз Тёрнер
- Лиза Гилрой[англ.] — Сара Грин
- Диана Лин[англ.] — Лили Ву
- Арчи Као — дядя Вонг
- Ци Ма — Джо Ву
- Лорен Том — Бетти
- Мори Стерлинг — Кэрри, детектив первой серии полицейского сериала «Чёрное и белое»[2]
- Спенсер Невилл — Макдоноу, детектив первой серии полицейского сериала «Чёрное и белое»[2]

## Производство
Работа над телевизионной адаптации «Интерьер — Китайский квартал» началась в 2020 году. Стриминговый сервис Hulu заказал десять серий сериала в октябре 2022 года, тогда было объявлено, что Джимми О. Ян сыграет главную роль, а Тайка Вайтити будет режиссером пилотного эпизода. Сценарий был написан Чарльзом Ю, он же выступил в качестве шоураннера проекта.
В октябре 2022 года к актерскому составу сериала присоединились Ронни Чиенг и Хлоя Беннет. В январе 2023 года актёрский состав пополнили Салливан Джонс, Лиза Гилрой, Диана Лин, Арчи Као и Ци Ма. В феврале стало известно, что одну из основных ролей получил Лорен Том. В апреле ещё одним участником проекта стал Крис Панг.
Съёмки сериала стартовали в феврале 2023 года, они проходили в Чайнатауне Лос-Анджелеса, Новой Зеландии и Торонто, и длились до августа.

## Отзывы критиков
Рейтинг сериала на сайте Rotten Tomatoes составляет 87% со средней оценкой 6,6/10 на основе 31 обзора. Консенсус критиков гласит: «Адаптируя сатирический материал под неидеальный, но захватывающий сюжет, [Чарльз Ю создал] раскованное приключение, которому есть что сказать об азиатско-американских стереотипах в СМИ». Оценка проекта на сайте Metacritic составляет 67 баллов из 100 на основе 4 рецензий, что приравнивается к «в целом положительному» статусу.